# Chott el Djerid
Chott el Djerid (en árabe الجريد, y nombres variantes: Shaţţ al Jarīd, Sciott Gerid, y Shott el Jerid, en español, "Laguna de la tierra de las palmeras") es un gran lago salino de origen endorreico situado en Túnez. Es uno de los múltiples chott, lagos salinos interiores situados en el norte de África.

## Características geográficas
El fondo del Chott el Djerid está a una altitud de entre 10 y 25 metros sobre el nivel del mar. Tiene una anchura de 20 kilómetros en su parte más estrecha y alcanza hasta 250 kilómetros de punta a punta. La tonalidad de la superficie varía con el tiempo entre blanco, verde claro y el púrpura.
Chott el Djerid es la mayor superficie salina del Sáhara con una superficie de 7.000 km² (aunque algunas fuentes la reducen a 5.000 km²). Debido al clima extremo de la región, con una precipitación anual de 100 mm y temperaturas máximas de 50 °C, el agua que llega al lago se evapora rápidamente. Durante el verano Chott el Djerid permanece completamente seco. En ese periodo se puede ver la Fata Morgana, característico efecto óptico de amplias zonas totalmente llanas.
En el invierno, cuando se producen las pocas lluvias, un pequeño afluente vierte sus aguas en este lago endorreico.

## Entorno
Al sur de Chott el Djerid comienza el desierto del Gran Erg Oriental. Junto a los límites del lago se sitúan algunas localidades: las ciudades de Tozeur (capital de la Gobernación de Tozeur) y Nefta al norte; y en la orilla sur las ciudades de Kebili y Douz.
La mayor parte del año mientras el lago está seco, éste puede cruzarse caminando e incluso en coche, aunque esto último es peligroso ya que la superficie salina puede no ser del todo firme. Durante el invierno, cuando presenta una lámina de agua, se puede cruzar en pequeñas embarcaciones.
En las orillas del lago se pueden encontrar pilas de sal preparadas para su procesamiento industrial.
Chott el Djerid ha sido el escenario de varias películas, entre ellas Star Wars: Episode IV - A New Hope.